# Лихтвер, Магнус Готтфрид
Магнус Готтфрид Лихтвер (нем. Magnus Gottfried Lichtwer; 30 января 1719, Вурцен — 7 июля 1783, Хальберштадт) — немецкий юрист, поэт, баснописец, моралист эпохи Просвещения, один из видных немецких поэтов того времени наряду с Г. Э. Лессингом и Х. Ф. Геллертом.

## Биография
Сын адвоката. Изучал право, философию и историю в университетах Лейпцига и Виттенберга. Стал доктором права, магистром искусств. Работал по специальности.
В результате травмы почти полностью потерял зрение, что, однако, не мешало ему в его карьере и литературном творчестве.

## Творчество
Автор более 100 басен, объединенных в 4 книги (1748), и дидактической поэмы «Право разума» (1758), популяризирующей учение о естественном праве и этике немецкого просветителя Христиана фон Вольфа.
В своих баснях «Fabeln in gebundener Schreibart» (1748) подражает Геллерту, не достигая его задушевности и юмора. Из его стихотворных рассказов также пользуется известностью «Der kleine Töffel». В поэме: «Das Recht der Vernunft» (1758) поэт в поэтической форме изложил философию Христиана фон Вольфа.
Юрист по образованию и основному виду деятельности, в 1765 полностью отошёл от литературы, что отчасти было вызвано горькой обидой автора из-за холодного приёма, оказанного публикой и критикой его поэме, которую он считал своим лучшим произведением. По свидетельству знавших его, в последние 15 лет жизни Лихтвер принимал у себя дома гостей, укрывшись за высокими кипами служебных документов, и под предлогом неотложной работы старался как можно скорее выпроводить посетителей.
Иоганн Вольфганг Гёте в автобиографии «Из моей жизни. Поэзия и правда» (1811—1833) упоминает Лихтвера наряду с немецкими баснописцами Г. Э. Лессингом и Х. Ф. Геллертом, называя всю троицу «лучшими умами столетия».

## Избранные произведения
- Vier Bücher aesopischer Fabeln in gebundener Schreib-Art, 1748
- Das Recht der Vernunft. Ein Lehrgedicht, 1758
- Schriften. Brüggemann, 1828
- Blinder Eifer schadet nur! Fabeln, 1983